# Jacques Renault
Pour les articles homonymes, voir Renault (homonymie).
Jacques Renault, né le 24 mars 1946 à Sarry et mort le 12 décembre 2004 à Paris, est une figure de la vie musicale française et de la vie nocturne parisienne.

## Biographie
Né à Sarry en 1946,, Jacques Renault obitient un DUT en gestion des entreprises et commence sa carrière professionnelle en tant qu'antiquaire et brocanteur à Paris,.
En 1978, il s'associe avec Fabrice Coat pour transformer les anciens bains municipaux de la rue du Bourg-l'Abbé en une boite de nuit inédite dont l'espace est entièrement modulable et privatisable ; à la fois salle de concert, discothèque, restaurant et bar. Les Bains Douches ouvre le 21 décembre 1978 et deviendra un des hauts lieux des nuits parisiennes. En 1984, Jacques Renault et Fabrice Coat vendent le club à Hubert Boukobza.
En 1986, le duo s'attaque à La Cigale en lui permettant de retrouver sa fonction première en remplaçant le cinéma par une salle de spectacle polyvalente.
Il dirigera également La Boule Noire et Le Trabendo.
En 1992, il fonde Bains Douches Productions qui deviendra Corida en 1991, une société de production de concerts, de management d'artistes et d'édition de disques avec Assaad Debs, directeur des concerts et tournées de la mythique salle parisienne Le Palace. Les Négresses vertes, Les Rita Mitsouko, Manu Chao, Zebda, Amadou et Mariam, Dupain, Sébastien Martel, Laëtitia Shériff, Piers Faccini ou Assassin passeront par Corida. Dès le début des années 2000 Jacques Renault est malade, il fait entrer au capital Emmanuel de Buretel, ex-PDG de Virgin, puis d'EMI Europe.
De 2001 à 2002, il préside le Prodiss, organisation paronale représentant les principales entreprises du spectacle musical et de variété en France.
Jacques Renault meurt dans la nuit du 12 décembre 2004 d'un cancer,. Il est enterré au cimetière du Père-Lachaise (36e division).